# Claire F. Gmachl
 (juin 2018).
Claire F. Gmachl, née en 1967 à Salzbourg, est une professeure d'électrotechnique autrichienne à l'Université de Princeton.
Elle est surtout connue pour son travail dans le développement des lasers à cascade quantique.

## Biographie
Gmachl obtient son master en Physique de l'Université d'Innsbruck en 1991. Elle réalise un doctorat en génie électrique à l'Université technique de Vienne qu'elle obtient en 1995 sous auspiciis Praesidentis (avec les honneurs du président de la république d'Autriche). Ses études portent principalement sur la gestion intégrée de modulateurs optiques et de surfaces émettrices laser (dans le proche infrarouge) modulables. De 1996 à 1998, elle fait partie de l'équipe technique des Laboratoires Bell en tant que post-doctorante. En 1998, elle devient Membre officiel de l'équipe Technique des Bell Labs et elle est nommée Membre Éminent de l'équipe Technique en 2002, en partie grâce son travail sur le développement du laser à cascade quantique. En 2003, elle quitte les laboratoires Bell et a accepté un poste de Professeur Agrégé au Département de Génie Électrique à l'Université de Princeton, où elle travaille actuellement en tant que Professeur titulaire depuis 2007.
En 2004, le magazine Popular Science nomme Gmachl dans sa liste des dix scientifiques de moins de 40 ans les plus prometteurs. Elle remporte, en septembre 2005, le prix MacArthur. Elle a été nommée directrice du centre Infrarouge moyen des Technologies de la Santé et de l'Environnement (MIRTHE), financé par la National Science Foundation.

## Recherche
Bien que Gmachl se destine à l'origine à l'étude des mathématiques appliquées, son intérêt se tourne rapidement vers la physique appliquée et les sciences expérimentales. Elle y  travaille dans les domaines de l'optique et des lasers à semi-conducteurs. Gmachl a conçu plusieurs nouveaux modèles pour les lasers à état solide, et ses travaux ont conduit à des avancées dans le développement de lasers à cascade quantique.
Les lasers à cascade quantique sont des sources lumineuses à semi-conducteurs de haute performance, dans l'infrarouge moyen, et connaissent un développement rapide. Ils offrent une grande précision dans le choix de la longueur d'onde, une puissance de sortie élevée, des possibilités de modulation très rapides et peuvent être fabriqués à partir de différents matériaux. Gmachl a montré que ces sources lumineuses dans l'infrarouge se prêtent à une large gamme d'applications, telles que la détection de traces de gaz dans l'environnement, dans l'industrie ou la médecine, en optique des milieux libres pour le domaine des communications sans fil. Son plus récent travail inclut le développement de microlasers à cascade quantique et de nouveaux appareils hybrides, associant composants non linéaires et lasers à cascade quantique, étendant de façon spectaculaire de domaine de longueur d'onde accessible par cette technologie. Ces conceptions ont des applications dans la surveillance de l'environnement, le diagnostic clinique, la spectroscopie et le contrôle de processus chimiques.

## Distinctions
- Snell Premium, prix de l'IEE, Royaume-Uni, août 2003
- Membre Distingué de Personnel des Bells Labs, décembre 2002
- MIT Technology Review TR100, 2002, faisant partie des 100 meilleurs innovateurs de moins 35 ans dans le monde [6]
- IEEE/LEOS Distinguished Lecturer '02 - '03, avril 2002
- Mention d'honneur pour l'Excellence dans les Techniques de Communication, Laser Focus World Magazine, 9/2001
- Outstanding Performer Award, DARPA/MTO PWASSP Programme, US DoD, juillet 2001
- NASA Groupe Achievement Award, co-récipiendaire de la NASA, à Washington DC, 2000
  - « Pour les premières mesures atmosphériques à l'aide d'un laser à cascade quantique, démontrant ainsi son application à l'instrumentation terrestre et planétaire » - Bell Labs
- Solid State Physics Award of the Austrian Physical Society, Autriche, 1996[7]
- Prix Christian Doppler pour les sciences de l'ingénierie, (et sciences de l'environnement), Autriche, 1996
- Obtention d'un doctorat sous auspicies praesidentis par le président de l'Autriche, Vienne, Autriche, 1996